# Bubnjarci
Bubnjarci är en ort i Kroatien.   Den ligger i länet Karlovacs län, i den centrala delen av landet, 50 km väster om huvudstaden Zagreb. Bubnjarci ligger 190 meter över havet och antalet invånare är 237.
Terrängen runt Bubnjarci är kuperad åt nordost, men åt sydväst är den platt. Runt Bubnjarci är det ganska glesbefolkat, med 45 invånare per kvadratkilometer. Närmaste större samhälle är Ozalj, 8,8 km sydost om Bubnjarci. I omgivningarna runt Bubnjarci växer i huvudsak lövfällande lövskog.